# Filomena Fortes
Filomena Maria Spencer Africano Fortes (Luanda, 10 de abril de 1966) é uma administradora desportiva e ex-jogadora de andebol cabo-verdiana. Originalmente jogadora de andebol do CD Primeiro de Agosto e do Clube Ferroviário de Luanda, trabalhou na educação desportiva, nomeadamente como coordenadora dos cursos de educação física e desporto da Universidade de Cabo Verde. Mais tarde, ela tornou-se presidente do Comité Olímpico Cabo-Verdiano e da Federação Cabo-verdiano de Andebol, além de ser o primeiro membro permanente de Cabo Verde do Comité Olímpico Internacional.

## Biografia
Filomena Maria Spencer Africano Fortes nasceu em 10 de abril de 1966 em Luanda, Angola Portuguesa. Em 1979, começou a jogar andebol após uma breve passagem pelo futebol, incluindo pelo CD Primeiro de Agosto e pelo Clube Ferroviário de Luanda; mais tarde recordou que esta decisão se deveu "talvez porque em Luanda era o desporto mais praticado a nível feminino". Ela chegou a Cabo Verde em 1983. Ela também trabalhou como treinadora de andebol de 1984 a 1995.
Após abandonar os estudos de medicina em Luanda, Fontes estudou na Universidad de Ciencias de la Cultura Física y del Deporte Manuel Fajardo, em Cuba, e na Universidade do Porto (onde obteve o mestrado em ciências do desporto), antes de obter o doutoramento em ciências da educação na Universidade NOVA de Lisboa. Fortes trabalhou como professor de educação física no ensino secundário, antes de trabalhar como coordenadora dos cursos de educação física e desporto da Universidade de Cabo Verde (1996-2014).
Em 2014, tornou-se presidente do Comité Olímpico Cabo-Verdiano (COC) - e a primeira mulher a ocupar o cargo - e da Federação Cabo-Verdiana de Andebol, permanecendo neste último cargo até 2017. Em julho de 2018, ela foi premiada com a Medalha da Ordem Olímpica Africana pela Associação dos Comités Olímpicos Nacionais da África. Em 2019, tornou-se a primeira pessoa cabo-verdiana a tornar-se membro permanente do Comité Olímpico Internacional. De 2019 a 2020, ela foi membro do comité de coordenação dos Jogos Olímpicos de Verão de 2028. Em novembro de 2021, foi eleita vice-presidente da Association francophone de comités nationaux olympiques. Em 2021, foi reeleita presidente do COC para o seu terceiro mandato consecutivo. Após servir como vice-presidente, ela tornou-se presidente da Associação dos Comités Olímpicos de Língua Oficial Portuguesa em 2022. Ela recebeu o prémio Torch-Bearer de 2024 da Peace Run pelo seu trabalho na promoção da paz e no movimento olímpico. Também atuou no Comité Paralímpico de Cabo Verde (incluindo como membro fundador), como membro do Conselho Executivo da Federação Internacional de Teqball e como representante do COI no conselho da Agência Mundial Antidoping.
Numa entrevista de 2013 ao Nós Genti, ela disse que era "um pouco crítica em relação ao desporto de alta competição em Cabo Verde", citando as diferenças das suas próprias experiências em seu país natal e suas próprias expectativas, bem como a grande quantidade de cabo-verdianos jogando no exterior, mas reconheceu o progresso que o seu desporto fez na nação e seu apoio para tornar a solidariedade olímpica nacionalmente difundida.